# Johann Georg Conradi
Johann Georg Conradi (Oettingen in Bayern, 1645 – aldaar, 22 mei 1699) was een Duits componist en dirigent.

## Levensloop
Conradi was een zoon van de organist Caspar Conrad(i) uit Oettingen in Bayern. Vermoedelijk kreeg hij zijn muzikale opleiding later in Stuttgart. Na zijn terugkomst werd hij in 1671 muziekdirecteur. In 1683 vertrok hij naar Ansbach en werd aldaar hofkapelmeester aan het hof van markgraaf Johan Frederik van Brandenburg-Ansbach. In deze periode schreef hij vele composities. Na de opvolging van de markgraaf Johann Friedrich verliet Conradi in 1687 Ansbach en vertrok naar Römhild, waar hij aan het hof een hofkapel oprichtte. In 1690 werd hij kapelmeester bij de opera aan de ganzenmarkt (Gänsemarkt) in Hamburg. Als dirigent leidde hij vooral Italiaanse en Franse opera's. Gedurende deze periode schreef hij 9 opera's.
Alhoewel hij muzikaal groot succes had, ging hij in 1694 uit economische reden opnieuw naar Oettingen terug. Aldaar werd hij kapelmeester aan het hof van vorst Albrecht Ernst II. Na zijn dood werd zijn zoon Johann Melchior Co(u)nradi (1675–1756) zijn opvolger.

## Composities

### Missen en andere kerkmuziek
- Aus der Tiefen rufe ich, voor sopraan, 2 violen, 2 altviolen en orgel
- Dixit Dominus, voor dubbelkoor (SSAATTBB) en orgel
- Lauda anima, motet voor tenor solo, 2 clarintrompetten, 2 violen en orgel
- Laudate dominum, motet voor 4 zangstemmen, 2 violen, altviool, basso continuo en orgel
- O Jesu dulcissime, voor tenor (solo), 2 violen en basso continuo
- Singet fröhlich Gott, der unsere Stärke ist, cantate voor sopraan, alt, tenor, bas, 2 violen, 2 violetten, fagot, 2 clarintrompetten, pauken en basso continuo
- Wer Jesum recht liebt, voor sopraan, 2 violen, 2 altviolen en orgel
- Welt packe dich ich sehne mich nur nach dem Himmel, voor 2 violen, altviool, violone en basso continuo
- Wie's Gott fügt so laß ich's gehen, voor sopraan, 2 violen en basso continuo

### Muziektheater

#### Opera's
| Voltooid in | titel                                                                                  | aktes       | première      | libretto                  |
| ----------- | -------------------------------------------------------------------------------------- | ----------- | ------------- | ------------------------- |
| 1691        | Die schöne und getreue Ariadne                                                         | 3 bedrijven | 1691, Hamburg | Christian Heinrich Postel |
| 1691        | Diogenes Cynicus                                                                       | 3 bedrijven | 1691, Hamburg | Christian Heinrich Postel |
| 1691-1692   | Der Fromme und Friedfertige König der Römer Numa Pompigardis                           | 3 bedrijven | 1692, Hamburg | Christian Heinrich Postel |
| 1692        | Der tapffere Kayser Carolus Magnus und dessen Erste Gemahlin Hermingardis              | 3 bedrijven | 1692, Hamburg | Christian Heinrich Postel |
| 1692        | Der Verstöhrung Jerusalem Erster Theil oder Die Eroberung des Tempels                  | 3 aktes     | 1692, Hamburg | Christian Heinrich Postel |
| 1692        | Der Verstöhrung Jerusalem Ander Theil oder Die Eroberung der Burg Zion                 | 3 aktes     | 1692, Hamburg | Christian Heinrich Postel |
| 1693        | Der große König der africanischen Wenden Gensericus als Rom- und Karthagens Überwinder | 3 aktes     | 1693, Hamburg | Christian Heinrich Postel |
| 1693        | Der Kgl. Printz aus Pohlen Sigismundus oder Das Menschliche Leben wie ein Traum        | 3 aktes     | 1693, Hamburg | Christian Heinrich Postel |
| 1694        | Der Wunderbarvergnügte Pygmalion                                                       | 3 aktes     | 1694, Hamburg | Christian Heinrich Postel |